# Heinz Linge
Heinz Linge (Bremen, 23 de março de 1913 – Hamburgo, 9 de março 1980) foi o mordomo do ditador alemão Adolf Hitler e também um oficial da SS com a patente de Obersturmbannführer até o final da Segunda Guerra Mundial.

## Início da vida
Linge nasceu em Bremen, na Alemanha. Antes de ingressar na SS ele foi contratado como pedreiro e foi selecionado por Sepp Dietrich para ser um dos 117 guarda-costas de Adolf Hitler.
Ele trabalhou como ajudante particular de Hitler no Wolfsschanze em Rastenburg.

## Berlim, 1945
Linge foi um dos muitos soldados, funcionários, secretários e oficiais que se mudaram para o búnquer da Chancelaria do Reich em 1945. Lá ele continuou como o ajudante favorito de Hitler e foi um dos que testemunharam de perto os últimos dias da vida de Hitler durante a Batalha de Berlim.
Linge trabalhou como ajudante de Hitler no búnquer em Berlim (o Führerbunker).

## Pós-Guerra
Linge foi um dos últimos a sair do Führerbunker. Ele foi preso pelo Exército Vermelho e interrogado sobre as circunstâncias da morte de Hitler. Foi libertado da prisão soviética em 1955 e morreu em Hamburgo, na Alemanha Ocidental, em 1980.

## Cultura popular
Linge é retratado pelo ator Thomas Limpinsel no filme Der Untergang, de 2004. No filme Hans-Jürgen Syberberg Hitler's - ein Film aus Deutschland (1978), ele é interpretado por Hellmut Lange.